# Essam Mahmoud
Essam Mahmoud (ur. 20 czerwca 1977) – piłkarz egipski grający na pozycji bramkarza.

## Kariera klubowa
Karierę piłkarską Mahmoud rozpoczął w klubie ENPPI Club z Kairu. W jego barwach zadebiutował w pierwszej lidze egipskiej. W 2005 roku zdobył z nim Puchar Egiptu i wywalczył wicemistrzostwo kraju. W 2006 roku odszedł do El-Ittihad El-Iskandary z Aleksandrii, a w 2008 roku wrócił do ENPPI. Z kolei w 2009 roku przeszedł do drużyny El Gouna FC.

## Kariera reprezentacyjna
Nie mając na koncie debiutu w reprezentacji Egiptu Mahmoud został powołany w 2004 roku do kadry na Puchar Narodów Afryki 2004. Tam był rezerwowym bramkarzem dla Nadera El-Sayeda i nie rozegrał żadnego spotkania.